# الانجذاب إلى المتحولين جنسيا
الانجذاب إلى المتحولين جنسيًا هو موضوع تناوله الباحثون في مجالات علم النفس، ودراسات الجندر، والتوجهات الجنسية. وقد ركزت الدراسات العلمية على الانجذاب الجنسي نحو النساء المتحولات، والرجال المتحولين، والأشخاص الذين يرتدون ملابس الجنس الآخر (بالإنجليزية: Drag Queen)، وكذلك الأفراد غير الثنائيين، أو مزيج من هذه الفئات.
تناقش أدبيات دراسات التحول الجندري أيضًا الانجذاب المتبادل بين المتحولين جنسيًا أنفسهم. وغالبًا ما يُستخدم مصطلح "T4T" للإشارة إلى هذا النمط من العلاقات.

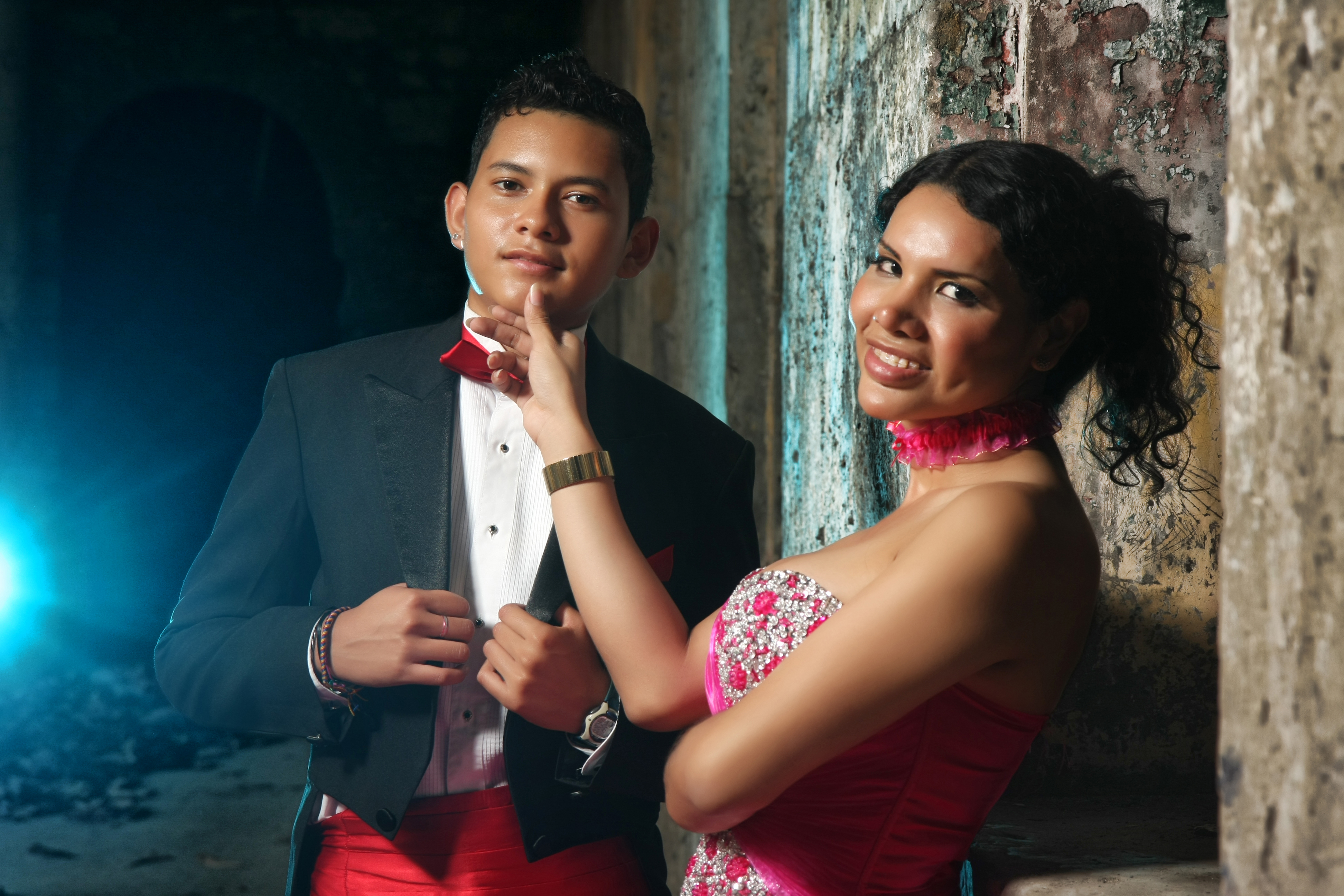
السياسية الإكوادورية ديان رودريغيز (يمين)، امرأة متحولة جنسيًا، مع شريكها نيكولاس غامانكيسبي، رجل متحول جنسيًا (يسار)، عام 2014.

## بينمتوافقي الجنس

### نظرة عامة
أظهرت دراسة أجراها جاستن ليميلر من معهد كينسي عام 2018، شملت أكثر من 4000 مشارك أمريكي، أن واحدًا من كل ثلاثة رجال وواحدة من كل أربع نساء قد راودتهم خيالات جنسية تتضمن شريكًا متحولًا جنسيًا.
كما وجدت دراسة أجريت عام 2019 على 958 شخصًا في كندا والولايات المتحدة، أن نسبًا متفاوتة من المشاركين أبدوا استعدادهم لمواعدة أشخاص متحولين، خاصة بين غير الثنائيين ومزدوجي الميول.

### النساء المتحولات
في دراسة نوعية، أجرى واينبرغ وويليامز مقابلات مع رجال ينجذبون إلى النساء المتحولات، حيث وصف بعضهم أنفسهم بأنهم مغايرون، وآخرون بأنهم مزدوجو الميول. وتبيّن أن هذه التصنيفات قد تُستخدم لتجنب وصمة اجتماعية مرتبطة بالهوية الجنسية.
وفي دراسة لـجامعة نورث وسترن (إلينوي) عام 2017، على 205 رجال، صرّح أكثر من نصفهم بأنهم مغايرون، مما يشير إلى أن الانجذاب للنساء المتحولات قد يشكل توجهًا جنسيًا فريدًا للبعض.

### الرجال المتحولون

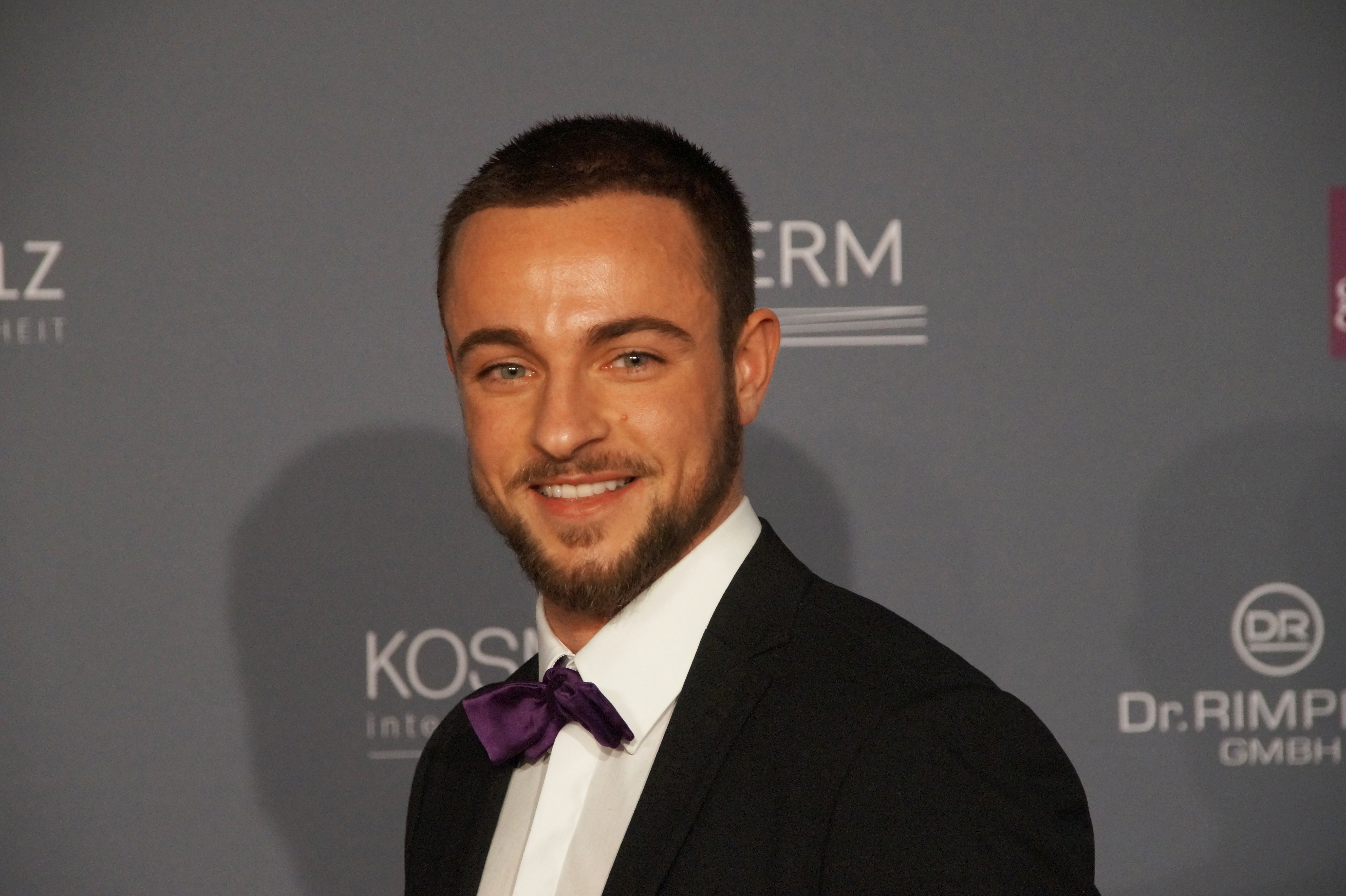
عارض الأزياء بنجامين ميلزر، رجل متحول جنسيًا.

أشار "كتيب بالغريف لعلم نفس الجنس والجندر" إلى قلة الدراسات التي تتناول الانجذاب إلى الرجال المتحولين، مشيرًا إلى أن الأبحاث غالبًا ما تركز على منظور الرجال المغايرين الذين ينجذبون للنساء المتحولات.
تشير الأدبيات إلى أن بعض النساء المثليات يعدّلن هويتهن إلى "كويرية" عندما يكون شركاؤهن رجالًا متحولين، وكذلك الأمر بالنسبة للرجال المغايرين.
أصبحت المواد الإباحية التي تتضمن رجالًا متحولين أكثر شيوعًا، بفضل شخصيات مثل باك أنجيل.

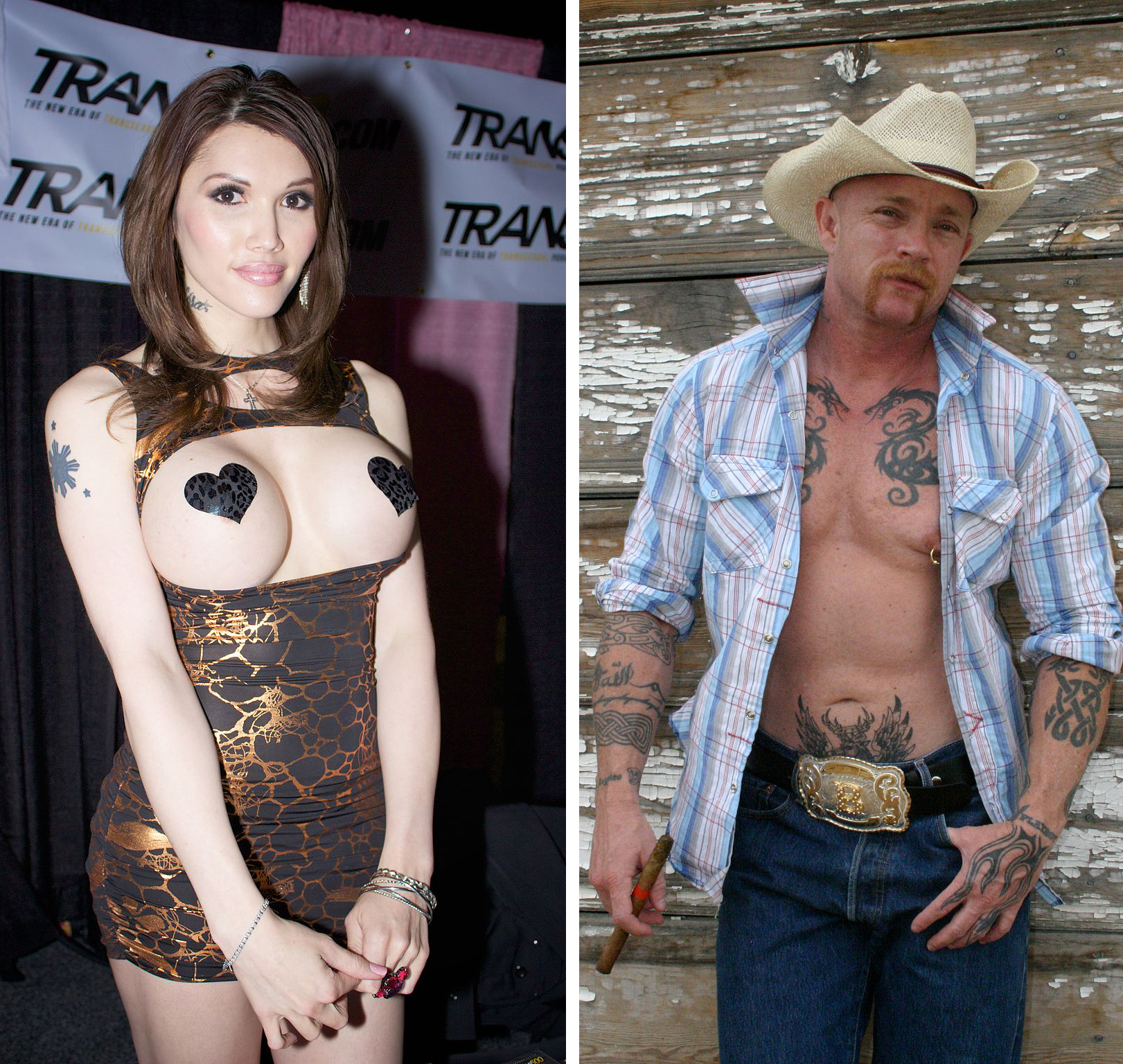
ممثلة الأفلام الإباحية إيفا لين (يسار) والممثل باك أنجل (يمين)

## بين المتحولين جنسيًا

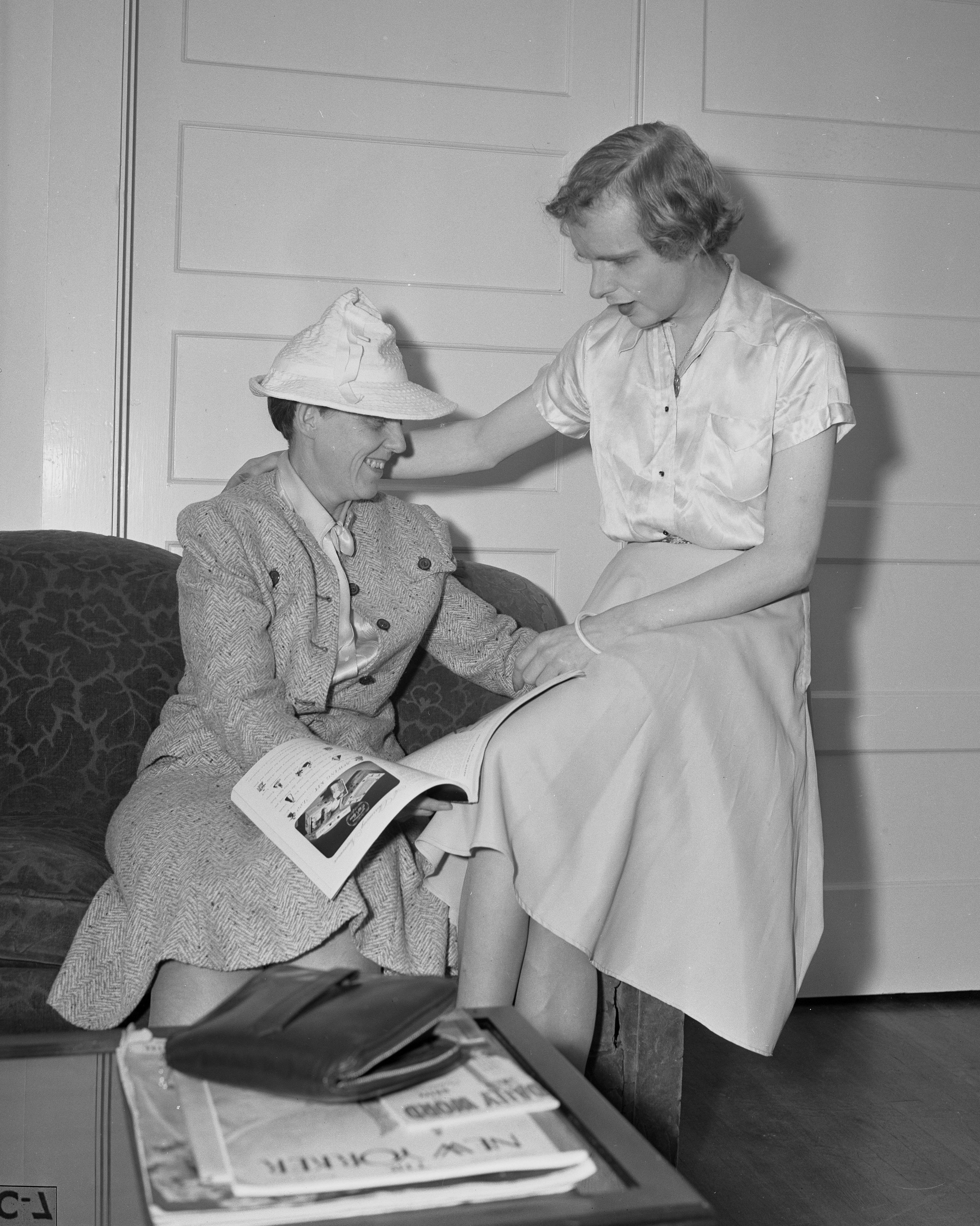
ريتشارد ويلكوكس (يسار) وباربرا آن ريتشاردز (يمين)، زوجان متحولان جنسيًا، عام 1941.

يختبر بعض الأشخاص المتحولين جنسيًا انجذابًا متبادلًا، وغالبًا ما يُعبّر عن ذلك من خلال هوية أو تفضيل يُعرف باسم "T4T". وظهر المصطلح أساسًا في المنتديات والإعلانات الشخصية على الإنترنت.
تشمل أسباب هذا التوجه الشعور بالأمان النفسي والجسدي، والقدرة على التعبير عن الهوية بحرية، وأحيانًا كنوع من الهوية السياسية الهادفة للتضامن بين المتحولين.